# ژان-کلود تئییر
ژان-کلود تئییر (فرانسوی: Jean-Claude Theillière‎؛ زادهٔ ۲۳ مهٔ ۱۹۴۴) دوچرخه‌سوار اهل فرانسه است.
از باشگاه‌هایی که در آن رکاب زده‌است می‌توان به تیم دوچرخه‌سواری بیک، ژیتان–کامپانیولو، و تیم دوچرخه‌سواری مرسیه اشاره کرد.